# Rosario Dawson

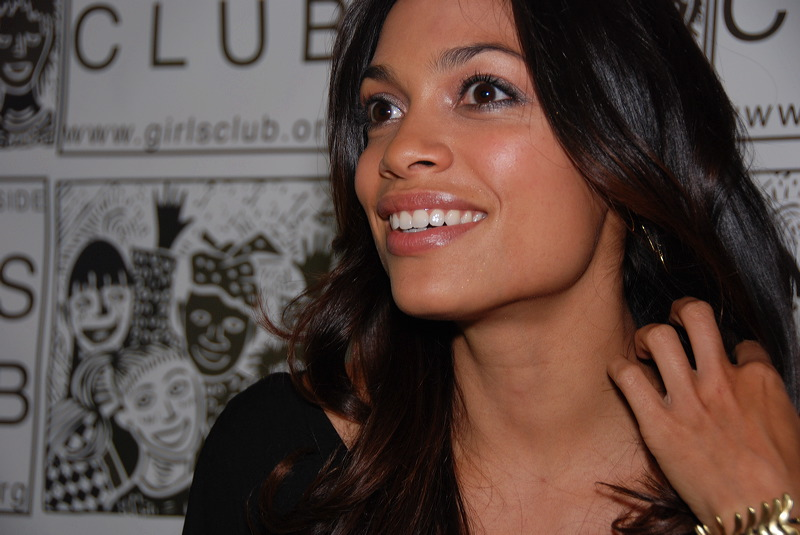
Rosario Dawson

Rosario Dawson (n. 9 mai 1979, New York City) este o actriță americană.

## Date biografice
Tatăl ei este de origine irlandeză, iar mama portoricană de origine afro-cubaneză. Rosario a început cariera în 1995 după ce a fost descoperită pe stradă de regizorul Larry Clark. Ea a debutat în filmul Kids, film de succes în care ea a jucat rolul principal.

## Filmografie
| An   | Nume film                                          | Nume rol              | Observații                                     |
| ---- | -------------------------------------------------- | --------------------- | ---------------------------------------------- |
| 1995 | Kids                                               | Ruby                  |                                                |
| 1997 | Girls' Night Out                                   | Girl                  | Film Scurt                                     |
| 1998 | He Got Game                                        | Lala Bonilla          |                                                |
| 1998 | Side Streets                                       | Marisol Hidalgo       |                                                |
| 1999 | Light It Up                                        | Stephanie Williams    |                                                |
| 2000 | Down to You                                        | Lana                  |                                                |
| 2000 | King of the Jungle                                 | Veronica              |                                                |
| 2001 | Josie and the Pussycats                            | Valerie Brown         |                                                |
| 2001 | Sidewalks of New York                              | Maria Tedesko         |                                                |
| 2001 | Trigger Happy                                      | Dee                   |                                                |
| 2001 | Chelsea Walls                                      | Audrey                |                                                |
| 2002 | Ash Wednesday                                      | Grace Quinonez        |                                                |
| 2002 | Men in Black II                                    | Laura Vasquez         |                                                |
| 2002 | The Adventures of Pluto Nash                       | Dina Lake             |                                                |
| 2002 | 25th Hour                                          | Naturelle Riviera     |                                                |
| 2002 | The First $20 Million Is Always the Hardest        | Alisa                 |                                                |
| 2002 | Love in the Time of Money                          | Anna                  |                                                |
| 2003 | V-Day: Until the Violence Stops                    | Herself               | Documentar                                     |
| 2003 | This Girl's Life                                   | Martine               |                                                |
| 2003 | Shattered Glass                                    | Andy Fox              |                                                |
| 2003 | The Rundown                                        | Mariana               |                                                |
| 2004 | Alexander                                          | Roxana                |                                                |
| 2004 | This Revolution                                    | Tina Santiago         |                                                |
| 2005 | Sin City                                           | Gail                  |                                                |
| 2005 | Little Black Dress                                 | Haley                 | Film Scurt                                     |
| 2005 | Rent                                               | Mimi Marquez          |                                                |
| 2006 | Clerks II                                          | Rebecca "Becky" Scott |                                                |
| 2006 | A Guide to Recognizing Your Saints                 | Laurie                |                                                |
| 2007 | Grindhouse: Death Proof                            | Abernathy Ross        |                                                |
| 2007 | Descent                                            | Maya                  | Also Producer                                  |
| 2007 | Robot Chicken                                      | Clara Palmer          | TV Series: 1 Episode                           |
| 2008 | Explicit Ills                                      | Babo's Mom            |                                                |
| 2008 | Eagle Eye                                          | Zoe Perez             |                                                |
| 2008 | Gemini Division                                    | Anna Diaz             | TV Series: 30 episodes Also Executive Producer |
| 2008 | Seven Pounds                                       | Emily Posa            | NAACP Image Award For Best Actress             |
| 2009 | Killshot                                           | Donna                 |                                                |
| 2009 | Wonder Woman                                       | Artemis               | Doar Voce                                      |
| 2009 | The Haunted World of El Superbeasto                | Velvet Von Black      | Doar Voce                                      |
| 2009 | Un-broke: What You Need To Know About Money        | Herself               | TV Movie                                       |
| 2009 | SpongeBob's Truth or Square                        | Herself               | TV Series: 1 Episode                           |
| 2009 | The People Speak                                   | Herself               | Doctumentar                                    |
| 2010 | Percy Jackson & the Olympians: The Lightning Thief | Persephone            |                                                |
| 2010 | Unstoppable                                        | Connie Hooper         |                                                |
| 2011 | Zookeeper                                          | Kate                  |                                                |
| 2011 | Girl Walks Into a Bar                              | June                  |                                                |
| 2011 | Miss Representation                                | Herself               | Documentar                                     |
| 2012 | Gimme Shelter                                      | June Bailey           |                                                |
| 2013 | Trance                                             |                       | Pre-Producție                                  |